# Merton Beckwith-Smith
Merton Beckwith-Smith (ur. 11 lipca 1890, zm. 11 listopada 1942) – generał major i oficer British Army podczas I i II wojny światowej.

## Kariera

### Wczesna kariera
Beckwith-Smith urodził się 11 lipca 1890 roku i uczył się w Eton College oraz Uniwersytecie Oksfordzkim. W 1910 roku został przyjęty do Coldstream Guards. Służył w tej jednostce podczas I wojny światowej, stając się ostatecznie oficerem w sztabie Guards Division.
14 marca 1918 roku ożenił się z Dorothy Leigh. Mieli oni dwóch synów i dwie córki. Jego syn, mjr Peter Merton Beckwith-Smith, służył we Francji, Europie Północno-Zachodniej i Palestynie podczas II wojny światowej. Jedna z jego wnuczek, Anne Beckwith-Smith, stała się panią dworu u Diany, księżnej Walii.
W 1930 roku Beckwith-Smith został przeniesiony do Welsh Guards, gdzie dowodził 1. Batalionem od 1932 do 1937 roku. Następnie był dowódcą najróżniejszych dystryktów w Indiach przed wybuchem II wojny światowej.

### II wojna światowa
W 1940 roku Smith został mianowany dowódcą 1. Brygady Gwardii Brytyjskich Sił Ekspedycyjnych wysłanych do Francji na przełomie 1939–1940 roku. Po odwrocie z Dunkierki Beckwith-Smith został dowódcą 18. Dywizji Piechoty, którą ćwiczył przed wysłaniem na służbę za granicą.
W ćwiczeniach przeciwko 2. Dywizji Piechoty 18. Dywizja wygrała, a nagrodą za to było wysłanie 18. Dywizji jako pierwszej za granicę.
Na początku 1942 roku, po wielu tygodniach na morzu, dywizja Beckwitha-Smitha wylądowała w Singapurze. Wojska japońskie zaatakowały wyspę Singapur 8 lutego. Z powodu strategii obronnej zrealizowanej przez alianckiego dowódcę, gen. Arthura Percivala, większość oddziałów 18. Dywizji Piechoty brała minimalny udział w bitwie lub w ogóle nie brała udziału. Percival skapitulował razem z 80 000 żołnierzy Wspólnoty Narodów w Singapurze 15 lutego, razem z Beckwithem-Smithem i jego dywizją. W sierpniu 1942 roku Smith został przeniesiony na Formozę (obecnie Tajwan), razem z gen. Percivalem i innymi wyższymi oficerami z Singapuru. 11 listopada 1942 roku gen. mjr Merton Beckwith-Smith zmarł w obozie jenieckim Karenko na błonicę jako jeniec wojenny. Wiosną 1964 roku Komisja Grobów Wojennych Wspólnoty Narodów ekshumowała wszystkich jeńców wojennych na Tajwanie i pochowało ich na cmentarzu wojennym Sai Wan w Hongkongu. Wiele lat później jego grób został zidentyfikowany przez Jacka Edwardsa na prośbę Diany, księżnej Walii. Beckwith-Smith jest obecnie pochowany na cmentarzu wojennym Sai Wan w Hongkongu.